# هوديان
هوديان Hawdian قرية صغيره تتبع إدارياً ناحية سيدكان بقضاء سوران محافظة أربيل في كردستان العراق
تقع قرية هوديان 4 كيلو متر شمال غرب مجداوه وهي عاصمة إقليم حدياب ورد ذكرها بالعهد القديم باسم أديابين Adiabene

## وصلات خارجية
خريطة الموقع